# Segunda División de España 1981-82
La temporada 1981–82 de la Segunda División de España de fútbol corresponde a la 51.ª edición del campeonato y se disputó entre el 6 de septiembre de 1981 y el 23 de mayo de 1982.
El campeón de Segunda División fue el RC Celta de Vigo.

## Sistema de competición
La Segunda División de España 1981/82 fue organizada por la Federación Española de Fútbol (RFEF).
El campeonato contó con la participación de 20 clubes y se disputó siguiendo un sistema de liga, de modo que todos los equipos se enfrentaron entre sí, todos contra todos en dos ocasiones -una en campo propio y otra en campo contrario- sumando un total de 38 jornadas. El orden de los encuentros se decidió por sorteo antes de empezar la competición.
Los tres primeros clasificados ascendieron directamente a Primera División, y los cuatro últimos clasificados descendieron directamente a Segunda División B.

## Clubes participantes
| Datos de ascensos y descensos con respecto a la temporada anterior |
| --- |
| Real Murcia, UD Salamanca y AD Almería descienden de Primera División. CD Castellón, Cádiz CF y Racing de Santander ascienden a Primera División. Granada CF, Palencia CF, Baracaldo CF y AgD Ceuta descienden a Segunda División B. RC Celta de Vigo, Córdoba CF, RC Deportivo de La Coruña y RCD Mallorca ascienden a Segunda División. |

| Equipo                                | Ciudad            | Estadio                |
| ------------------------------------- | ----------------- | ---------------------- |
| Agrupación Deportiva Almería          | Almería           | Antonio Franco Navarro |
| Atlético Madrileño Club de Fútbol     | Madrid            | Vicente Calderón       |
| Burgos Club de Fútbol                 | Burgos            | El Plantío             |
| Castilla Club de Fútbol               | Madrid            | Ciudad Deportiva       |
| Real Club Celta de Vigo               | Vigo              | Balaídos               |
| Córdoba Club de Fútbol                | Córdoba           | El Arcángel            |
| Deportivo Alavés                      | Vitoria           | Mendizorroza           |
| Real Club Deportivo de La Coruña      | La Coruña         | Riazor                 |
| Elche Club de Fútbol                  | Elche             | Nuevo Estadio          |
| Club Getafe Deportivo                 | Getafe            | Las Margaritas         |
| Levante Unión Deportiva               | Valencia          | Nuevo Estadio          |
| Linares Club de Fútbol                | Linares           | Linarejos              |
| Club Deportivo Málaga                 | Málaga            | La Rosaleda            |
| Real Club Deportivo Mallorca          | Palma de Mallorca | Luis Sitjar            |
| Club Real Murcia                      | Murcia            | La Condomina           |
| Real Oviedo Club de Fútbol            | Oviedo            | Carlos Tartiere        |
| Agrupación Deportiva Rayo Vallecano   | Madrid            | Nuevo Estadio          |
| Real Club Recreativo de Huelva        | Huelva            | Municipal              |
| Centre d'Esports Sabadell Futbol Club | Sabadell          | Nova Creu Alta         |
| Unión Deportiva Salamanca             | Salamanca         | Helmántico             |

## Clasificación y resultados

### Clasificación
| Pos. | Equipo                     | Pts. | PJ | G  | E  | P  | GF | GC | Dif. | Clasificación                 |
| ---- | -------------------------- | ---- | -- | -- | -- | -- | -- | -- | ---- | ----------------------------- |
| 1    | R. C. Celta de Vigo (C, A) | 53   | 38 | 22 | 9  | 7  | 79 | 40 | +39  | Ascenso a Primera División    |
| 2    | U. D. Salamanca (A)        | 51   | 38 | 23 | 5  | 10 | 70 | 33 | +37  | Ascenso a Primera División    |
| 3    | C. D. Málaga (A)           | 50   | 38 | 20 | 10 | 8  | 70 | 35 | +35  | Ascenso a Primera División    |
| 4    | Elche C. F.                | 50   | 38 | 19 | 12 | 7  | 55 | 31 | +24  |                               |
| 5    | Real Murcia C. F.          | 46   | 38 | 18 | 10 | 10 | 54 | 38 | +16  |                               |
| 6    | R. C. D. Mallorca          | 42   | 38 | 15 | 12 | 11 | 55 | 46 | +9   |                               |
| 7    | A. D. Rayo Vallecano       | 41   | 38 | 16 | 9  | 13 | 45 | 44 | +1   |                               |
| 8    | Castilla C. F.             | 40   | 38 | 13 | 14 | 11 | 48 | 48 | 0    |                               |
| 9    | Burgos C. F. (D)           | 40   | 38 | 15 | 10 | 13 | 46 | 41 | +5   | Descenso a Segunda División B |
| 10   | Atlético Madrileño         | 38   | 38 | 12 | 14 | 12 | 44 | 44 | 0    |                               |
| 11   | C. E. Sabadell F. C.       | 38   | 38 | 14 | 10 | 14 | 59 | 63 | −4   |                               |
| 12   | R. C. Deportivo La Coruña  | 37   | 38 | 13 | 11 | 14 | 40 | 48 | −8   |                               |
| 13   | Córdoba C. F.              | 36   | 38 | 11 | 14 | 13 | 45 | 49 | −4   |                               |
| 14   | R. C. Recreativo de Huelva | 35   | 38 | 12 | 11 | 15 | 39 | 40 | −1   |                               |
| 15   | Linares C. F.              | 34   | 38 | 10 | 14 | 14 | 42 | 57 | −15  |                               |
| 16   | Real Oviedo C. F.          | 31   | 38 | 9  | 13 | 16 | 34 | 53 | −19  |                               |
| 17   | Deportivo Alavés           | 29   | 38 | 11 | 7  | 20 | 38 | 52 | −14  |                               |
| 18   | A. D. Almería (D)          | 26   | 38 | 6  | 18 | 14 | 27 | 43 | −16  | Descenso a Tercera División   |
| 19   | Levante U. D. (D)          | 20   | 38 | 7  | 6  | 25 | 26 | 74 | −48  | Descenso a Tercera División   |
| 20   | Getafe Deportivo (D)       | 19   | 38 | 5  | 9  | 24 | 39 | 76 | −37  | Descenso a Tercera División   |

 Fuente: BDFútbol
Criterios de clasificación: Puntos · Enfrentamientos directos · Diferencia de goles · Goles a favor · Play-off
Notas:
1. 1 2  El Burgos C. F. descendió a Segunda División B por motivos económicos, y el Deportivo Alavés fue readmitido en Segunda División A.
2. ↑  Descendió a Tercera División por deuda económica, además el equipo fue sancionado con cuatro puntos por tener dos alineaciones ilegales en los los juegos ante los clubes Deportivo de La Coruña (jornada 6) y Mallorca (jornada 7).
3. 1 2  Descendió a Tercera División por deuda económica.

### Resultados
| Local \ Visitante          | ALV | ALM | ATM | BUR | CAI | CEL | COR | DEP | ELC | GET | LEV | LIN | MAL | MLL | MUR | OVI | RAY | REC | SAB | SAL |
| -------------------------- | --- | --- | --- | --- | --- | --- | --- | --- | --- | --- | --- | --- | --- | --- | --- | --- | --- | --- | --- | --- |
| Deportivo Alavés           | —   | 1–1 | 0–0 | 0–1 | 2–1 | 0–1 | 5–1 | 1–0 | 1–1 | 1–1 | 3–0 | 2–0 | 2–0 | 3–0 | 1–2 | 1–0 | 3–0 | 1–0 | 3–2 | 1–2 |
| A. D. Almería              | 1–1 | —   | 0–0 | 0–0 | 1–0 | 4–0 | 2–1 | 0–0 | 0–1 | 1–3 | 2–0 | 3–1 | 0–0 | 1–2 | 0–0 | 1–1 | 0–0 | 0–0 | 1–2 | 1–1 |
| Atlético Madrileño         | 1–0 | 0–0 | —   | 3–3 | 0–0 | 1–0 | 1–1 | 2–2 | 1–1 | 3–1 | 1–0 | 0–0 | 0–2 | 4–2 | 0–2 | 0–0 | 3–0 | 3–0 | 2–0 | 3–3 |
| Burgos C. F.               | 2–0 | 0–0 | 0–1 | —   | 1–1 | 1–1 | 3–1 | 1–0 | 0–1 | 1–0 | 5–0 | 2–2 | 2–0 | 2–1 | 0–1 | 3–0 | 1–0 | 1–0 | 2–1 | 2–3 |
| Castilla C. F.             | 2–0 | 4–1 | 1–0 | 2–1 | —   | 4–1 | 1–1 | 1–2 | 2–1 | 2–1 | 3–1 | 1–2 | 2–2 | 2–2 | 2–2 | 2–1 | 0–1 | 0–0 | 2–2 | 2–0 |
| R. C. Celta de Vigo        | 1–0 | 2–1 | 2–0 | 0–0 | 1–2 | —   | 3–1 | 1–0 | 1–0 | 6–0 | 5–1 | 5–1 | 2–0 | 4–0 | 4–1 | 3–2 | 3–1 | 4–1 | 2–2 | 0–3 |
| Córdoba C. F.              | 1–0 | 4–0 | 2–2 | 1–0 | 1–1 | 1–1 | —   | 2–2 | 1–1 | 3–0 | 4–0 | 0–0 | 1–1 | 3–1 | 2–1 | 2–0 | 1–1 | 1–1 | 0–1 | 1–0 |
| R. C. Deportivo La Coruña  | 4–1 | 0–0 | 1–0 | 2–1 | 0–1 | 1–1 | 1–1 | —   | 0–3 | 2–0 | 1–0 | 3–0 | 0–2 | 1–1 | 2–1 | 1–1 | 1–2 | 3–0 | 3–1 | 1–0 |
| Elche C. F.                | 3–0 | 0–1 | 2–2 | 3–1 | 2–0 | 2–1 | 2–1 | 2–0 | —   | 2–0 | 3–0 | 2–0 | 1–1 | 1–0 | 1–1 | 1–0 | 0–3 | 1–0 | 4–2 | 1–1 |
| Getafe Deportivo           | 2–0 | 1–1 | 2–4 | 1–2 | 2–0 | 0–2 | 0–1 | 2–3 | 0–1 | —   | 2–1 | 1–2 | 2–3 | 1–2 | 0–2 | 2–2 | 3–0 | 2–2 | 3–4 | 0–1 |
| Levante U. D.              | 1–1 | 1–0 | 1–1 | 0–1 | 0–1 | 1–1 | 1–0 | 2–0 | 1–6 | 2–0 | —   | 0–1 | 2–3 | 0–2 | 3–1 | 0–1 | 1–1 | 1–0 | 1–0 | 0–1 |
| Linares C. F.              | 1–0 | 2–2 | 2–0 | 3–1 | 1–1 | 0–5 | 0–1 | 0–0 | 0–0 | 3–1 | 1–1 | —   | 2–2 | 3–1 | 2–1 | 1–1 | 0–1 | 1–1 | 3–3 | 1–2 |
| C. D. Málaga               | 3–1 | 2–0 | 1–2 | 1–0 | 1–1 | 0–0 | 1–1 | 8–0 | 1–1 | 2–2 | 3–1 | 2–0 | —   | 1–0 | 2–0 | 3–1 | 1–0 | 1–1 | 5–1 | 1–0 |
| R. C. D. Mallorca          | 4–1 | 2–0 | 1–0 | 0–0 | 1–1 | 2–2 | 3–0 | 1–1 | 2–0 | 1–1 | 3–0 | 2–1 | 2–1 | —   | 1–1 | 4–1 | 1–0 | 1–1 | 5–1 | 1–0 |
| Real Murcia C. F.          | 2–1 | 3–0 | 2–0 | 1–2 | 3–0 | 0–2 | 1–0 | 2–1 | 1–1 | 3–0 | 2–1 | 1–1 | 1–0 | 1–1 | —   | 3–0 | 1–2 | 1–1 | 4–1 | 1–0 |
| Real Oviedo C. F.          | 1–0 | 2–1 | 3–0 | 1–1 | 1–1 | 1–5 | 1–0 | 0–2 | 1–1 | 1–1 | 2–1 | 2–1 | 1–2 | 1–1 | 1–1 | —   | 1–0 | 0–1 | 1–1 | 0–2 |
| A. D. Rayo Vallecano       | 1–1 | 2–0 | 1–0 | 2–0 | 2–1 | 3–1 | 1–1 | 1–0 | 2–0 | 1–1 | 3–0 | 4–1 | 1–3 | 2–1 | 0–0 | 0–0 | —   | 0–1 | 2–2 | 4–2 |
| R. C. Recreativo de Huelva | 4–0 | 0–0 | 0–1 | 3–0 | 1–1 | 0–0 | 2–1 | 2–0 | 2–1 | 5–0 | 3–0 | 0–1 | 0–1 | 0–0 | 1–2 | 0–1 | 2–0 | —   | 1–0 | 2–1 |
| C. E. Sabadell F. C.       | 1–0 | 0–0 | 4–2 | 5–3 | 3–0 | 3–5 | 4–1 | 0–0 | 0–1 | 1–1 | 1–1 | 1–1 | 1–0 | 2–1 | 1–2 | 2–1 | 1–0 | 2–0 | —   | 1–0 |
| U. D. Salamanca            | 4–0 | 4–1 | 2–1 | 0–0 | 4–0 | 0–1 | 4–0 | 4–0 | 1–1 | 3–0 | 6–0 | 2–1 | 2–1 | 2–0 | 1–0 | 2–0 | 2–1 | 3–1 | 2–1 | —   |

## Resumen
Campeón de Segunda División:
| - Real Club Celta de Vigo |

Ascienden a Primera División:
| - Real Club Celta de Vigo | - Unión Deportiva Salamanca | - Club Deportivo Málaga |

Desciende a Segunda División B: 
| - Burgos Club de Fútbol |

Descienden a Tercera División: 
| - Agrupación Deportiva Almería | - Levante Unión Deportiva | - Club Getafe Deportivo |